# 天才一族
是一部2001年的美國喜劇電影，由魏斯·安德森執導，他與歐文·威爾森共同寫劇本。由丹尼·葛洛佛、真·赫曼、安潔莉卡·休士頓、標·梅利、桂莉芙·柏德露、賓·史迪拿、歐文·威爾森和盧克·威爾遜主演。

## 劇情
譚能家族專出天才兒童。大兒子從小就有商業頭腦；養女中學拿下編劇大獎，小兒子則是網球名將，三名子女雖然年少成名，但隨著成長，各自面對事業與人生的挫折，他們卻先後放棄所長，漸漸走向頹廢與疏離。
聲名狼藉的父親羅亞爾譚能鮑姆為了重拾家庭關係，假藉患病之名回家團聚，在多年失聯的狀況齊聚一個屋簷下，鬧出了一連串失控的事件，導致家庭氣氛變得複雜緊張。每位家庭成員都懷抱傷痛與遺憾，卻又在誤會與衝突中逐漸理解彼此，重新審視家庭的意義。
本片以幽默與悲傷交織的筆觸描繪一個非典型家庭的和解之路，展現導演魏斯·安德森獨特的敘事風格與美學視角。

## 演員
- 真·赫曼 飾 Royal Tenenbaum
- 安潔莉卡·休士頓 飾 Etheline Tenenbaum
- 賓·史迪拿 飾 Chas Tenenbaum
- 桂莉芙·柏德露 飾 Margot Tenenbaum
- 標·梅利 飾 Raleigh St. Clair
- 盧克·威爾遜 飾 Richie Tenenbaum
- 歐文·威爾森 飾 Eli Cash
- 丹尼·葛洛佛 飾 Henry Sherman

## 外部連結
- The Royal Tenenbaums
- 互联网电影数据库（IMDb）上《天才一族》的资料（英文）